# Beata Gaj
Beata Maria Gaj (ur. 8 września 1970 r. w Katowicach) – filolog polska i klasyczna, specjalizująca się w literaturoznawstwie, neolatynistyce, historii starożytnej, historii Śląska; tłumaczka, nauczyciel akademicki, związana z uniwersytetami w Warszawie, Katowicach i Opolu.

## Życiorys
Urodziła się w 1970 roku w Katowicach. Po ukończeniu szkoły podstawowej kontynuowała naukę w II Liceum Ogólnokształcącym im. Emilii Plater w Sosnowcu, które ukończyła w 1989 roku. Wówczas rozpoczęła studia na kierunku filologia klasyczna na Uniwersytecie Jagiellońskim w Krakowie, które ukończyła magisterium w 1995 roku. W międzyczasie w latach 1993–1995 zatrudniła się jako wykładowca w języku angielskim języków: łacińskiego oraz greckiego w VI Liceum Ogólnokształcącym w Krakowie, stowarzyszonym z UNESCO.
W latach 1997–2000 przeniosła się do Katowic, gdzie do 2003 roku ukończyła studia podyplomowe z zakresu filologii polskiej na Uniwersytecie Śląskim. W 1998 roku podjęła także studia doktoranckie na tej samej uczelni. W 2003 roku Rada Wydziału Filologicznego UŚ nadała jej stopień naukowy doktora nauk humanistycznych w zakresie literaturoznawstwa o specjalności filologia klasyczna na podstawie pracy pt. Inspiracje retoryczne w kulturze literackiej dawnego Śląska (XVI-XVIII wiek), napisanej pod kierunkiem prof. Józefa Budzyńskiego. Obecnie prowadzi badania nad starożytną historiografią i kontynuuje studia neolatynistyczne oraz historyczne.
W 2003 roku związała się z Uniwersytetem Opolskim, zostając adiunktem w Katedrze Cywilizacji Śródziemnomorskiej Instytutu Historii UO. W 2011 roku uzyskała stopień naukowy doktora habilitowanego nauk humanistycznych w zakresie literaturoznawstwa na podstawie rozprawy nt. Ślązaczka. Pomiędzy rustica grossa i Pallas Silesiae – portret kobiety w literaturze łacińskiego Śląska. Od roku 2014 pracuje na stanowisku profesora nadzwyczajnego w Instytucie Filologii Klasycznej i Kulturoznawstwa Uniwersytetu Kardynała Stefana Wyszyńskiego w Warszawie. Jest członkiem najstarszego polskiego towarzystwa naukowego: Polskiego Towarzystwa Filologicznego (sekretarz Koła Opolskiego). Działa także w Polskim Towarzystwie Retorycznym oraz Komisji Historycznoliterackiej PAN Oddział w Katowicach. Współpracuje również z Polskim Towarzystwem Historycznym oraz z Wolfson College w Cambridge i z The Ioannou Centre For Classical and Byzantine Studies w Oxford.
W 2023 została odznaczona Srebrnym Krzyżem Zasługi.

## Dorobek naukowy
Do jej najważniejszych publikacji naukowych należą m.in.:
- W poszukiwaniu początków, Goleszów 2002, współautorka.
- Mowy kościelne Fabiana Birkowskiego o świętym Jacku, Warszawa 2007, przekład.
- Tradycje retoryczne na dawnym Śląsku (XVI-XVIII wiek), Katowice-Opole 2007.
- Ślązaczka. Pomiędzy rustica grossa i Pallas Silesiae – portret kobiety w literaturze łacińskiego Śląska, Opole 2010.
- Firmicus Maternus: Jak nieświadomi błądzą w wierze, Warszawa 2015, przekład autora z IV w.n.e. z opracowaniem.
- Linguam Latinam cognosco. Poznaję język łaciński. Podręcznik do łaciny dla dzieci (etap wczesnoszkolny), Warszawa 2016
- Fabian Birkowski. Mowy akademickie i polemiczne, Warszawa 2016, autorka przekładu, współautorka opracowania.